# Heinz Mielke (Publizist)
Heinz Mielke (* 6. April 1923 in Berlin; † 25. Juni 2013 ebenda) war ein deutscher Sachbuchautor, der sich in der DDR dem Thema der Weltraumfahrt widmete.

## Leben
Heinz Mielke studierte an der Humboldt-Universität zu Berlin Astronomie und Physik. Von 1953 bis 1956 war er wissenschaftlicher Mitarbeiter an der Archenhold-Sternwarte in Berlin-Treptow. Im Jahre 1956 erschien sein erstes Buch Der Weg ins All. Im gleichen Jahr begann er freiberuflich als wissenschaftlicher Publizist und Fachschriftsteller zu arbeiten und dehnte seine Tätigkeit auf Funk, Film und Fernsehen aus. Mielke war jahrelang Vizepräsident der Deutschen Astronautischen Gesellschaft und Sekretär der Sektion Astronomie beim Präsidium der Gesellschaft zur Verbreitung wissenschaftlicher Kenntnisse.
Mielke verfasste 18 deutschsprachige Bücher, die in einer Gesamtauflage von 400.000 Exemplaren erschienen. Einige Werke erschienen in ungarischer und russischer Sprache. Insbesondere sein Lexikon Raumfahrt – Weltraumforschung galt als Standardwerk.

## Bücher
- Der Weg ins All – Tatsachen und Probleme des Weltraumfluges; 1956
- Künstliche Satelliten, Raumraketen – Raketen-Navigation; 1960
- Kundschafter im All (in der Reihe Neue Technik leicht verständlich); 1961
- Unternehmen Luna; 1961
- Zu neuen Horizonten; 1967
- Der Weg zum Mond; 1969; 2., erweiterte Aufl. 1971
- Lexikon Raumfahrt; 1970
- Sonnengott und Sternenfeuer; 1975
- Raumflugtechnik; 1974
- Rund um die Raumfahrt; 1979
- Raumfahrt heute; 1984